# Batrachorhina paralateritia
Batrachorhina paralateritia là một loài bọ cánh cứng trong họ Cerambycidae.